# Sir Sly
Sir Sly ist eine US-amerikanische Indie-Rock-Band aus Los Angeles.

## Geschichte
Gegründet wurde die Band von Landon Jacobs, Jason Suwito und Hayden Coplen in der Nähe des Orange County bei Los Angeles. Jacobs ist der Sänger, während die beiden anderen Bandmitglieder die Instrumentierung übernehmen. Ihre Debütsingle Ghost wurde am 4. März 2013 veröffentlicht. Ihr Debütalbum You Haunt Me wurde am 16. September 2014 beim Major-Label Interscope Records veröffentlicht. Den bisher größten kommerziellen Erfolg erlangte die Band mit der Single High, welche Platz drei der Billboard Alternative Songs-Charts erreichte und als Soundtrack im Film Happy Deathday verwendet wurde.

## Diskografie

### Studioalben
| Jahr | Titel                  | Höchstplatzierung, Gesamtwochen, AuszeichnungChartsChartplatzierungen (Jahr, Titel, Platzierungen, Wochen, Auszeichnungen, Anmerkungen) | Anmerkungen                              |
| Jahr | Titel                  | US | Anmerkungen                              |
| ---- | ---------------------- | --- | ---------------------------------------- |
| 2014 | You Haunt Me           | US76 (1 Wo.)US | Erstveröffentlichung: 16. September 2014 |
| 2017 | Don’t You Worry, Honey | — | Erstveröffentlichung: 30. Juni 2017      |

### EPs
- 2013: Gold (Interscope Records)

### Singles
- 2017: Altar
- 2017: High
- 2020: Material Boy